# Esther Gehlin
Esther Gehlin (født Henriques, 24. marts 1892 i København ; død 23. oktober 1949 i Helsingborg) var en dansk-svensk maler og tekstilkunstner.
Den første uddannelse fik Esther Gehlin på Det Tekniske Selskabs Skole; 1911-15 studerede hun ved Kunstakademiet i København og udstillede tidligt i Kleis' Kunsthandel og på Kunstnernes Efterårsudstilling.
1917 giftede Gehlin sig med den svenske kunstner Hugo Gehlin som siden 1915 studerede og arbejdede i København.
Parret flyttede 1922 til Helsingborg, hvor deres hjem blev mødested for byens kulturpersoner.
| - Værker af Esther Gehlin - Gammelt træ, 1916 - Stilleben med torsk og brød, 1931 - Joseflegenden, 1948 |